# Phygadeuon curvatus
Phygadeuon curvatus là một loài tò vò trong họ Ichneumonidae.